# Ces souvenirs qui nous gouvernent
 (novembre 2023).
Si vous disposez d'ouvrages ou d'articles de référence ou si vous connaissez des sites web de qualité traitant du thème abordé ici, merci de compléter l'article en donnant les références utiles à sa vérifiabilité et en les liant à la section « Notes et références ».
Ces souvenirs qui nous gouvernent est un livre de Patrick Estrade paru en 2006.

## Présentation
À travers cet ouvrage, Patrick Estrade invite son lecteur à entreprendre un voyage à travers ses souvenirs et à les décrypter grâce à une méthode d'analyse et d'interprétation qu'il propose au fil des pages.
Patrick Estrade élabore sa méthode en se référant d'abord aux théories psychologiques et psychanalytiques de Sigmund Freud, de Carl Gustav Jung et d'Alfred Adler mais surtout en s'appuyant sur des exemples concrets de souvenirs vécus par lui-même et par ceux que son expérience de psychologue lui a fait rencontrer.

## Méthode d'interprétation des souvenirs
L'auteur demande d'abord à son lecteur à convoquer trois souvenirs les plus anciens possibles. La méthode d'analyse qu'il propose se fonde sur ce qu'il appelle deux "principes":

### Principe de nucléarité
Lorsqu’on demande à une personne de raconter des souvenirs de sa prime enfance, elle a naturellement tendance à aller d’abord les chercher dans la relation mère-enfant, puis, dans la relation père-enfant, puis dans la relation à sa fratrie. C’est ce que Patrick Estrade appelle : la "nucléarité de base".
Le principe de nucléarité intègre ensuite la famille élargie (oncles et tantes, cousins et cousines, marraine, parrain, etc.). Il intègre enfin les autres personnes (voisins, facteur, directeur d’école…) de l’environnement social et/ou religieux dans lequel s’inscrit l’enfant. Il s’agit de la nucléarité "classique".
Dans le principe de nucléarité, les souvenirs peuvent apparaître dans un ordre conventionnel (mère, père, fratrie, etc., dans le désordre (fratrie, père, mère), ou ne pas apparaître du tout.
Le terme générique de « nucléarité » est utilisé pour désigner la structure familiale et sociale apparaissant dans les souvenirs. Pour prendre une image, au théâtre, ce seraient les personnages.
L’analyse du principe de nucléarité nous renseigne sur le degré de sociabilité et d’estime de soi de la personne. C’est son rapport au monde. L’évocation de la nucléarité répond au besoin de sécurité. C’est sa part féminine, Jung dirait son anima. 

### Le principe de déplacement
Le principe de déplacement, c’est tout ce qui a trait à l’extériorité.  Le déplacement peut être effectif, par exemple, partir en vacances ou pour un autre pays, déménager, aller en voiture, etc.
Il peut être symbolisé: par exemple avec une planche à voile, une paire de rollers ou, pourquoi pas, un chariot de supermarché.
Enfin, il peut être entravé. Lorsqu’une personne dit : « Mes parents refusaient de m’acheter un vélo », il s’agit d’un déplacement entravé.
Toute série de trois souvenirs comporte forcément au moins un élément de déplacement. Il est rarissime qu’on n’en trouve aucun. Le principe de déplacement répond au besoin de croissance. Pour reprendre la métaphore du théâtre, le déplacement correspondrait à l’action et à l’intrigue. Le principe de déplacement renseigne sur la dimension exploratoire du monde extérieur tel qu’il est vécu. C’est la part masculine de la personne, son animus.

### Les espaces intermédiaires
Cependant, d'après l'auteur, il serait réducteur de limiter une personnalité à travers ces deux "principes". Les souvenirs convoqués par les personnes interrogées font souvent intervenir ce que l'auteur appelle les "espaces intermédiaires". Ce sont les lieux ou espaces qui ne font partie ni de la maison, ni du monde extérieur et qui en font partie pourtant d’une certaine manière, au sens propre ou dans un sens symbolique.
Il s’agira  par exemple du jardin ou de la cour, de la fenêtre, de l’escalier ou de l’ascenseur, de la cour de récréation, de l’école,  des lieux de culte, ou encore des animaux domestiques qui sont d'après l'auteur d'immenses récepteurs d'affectivité.

### Analyse des souvenirs
En résumé, en repérant dans une série de trois souvenirs les éléments relevant du principe de nucléarité et ceux relevant du principe de déplacement, et en les affinant à l’aide des données fournies par les « espaces intermédiaires », l'auteur propose une grille de lecture permettant d’établir les besoins de sécurité et d’ouverture au monde de la personne. À partir de cette grille on peut déterminer ses tendances psychologiques profondes : personnalité, tempérament, caractère, limites, talents, capacités personnelles, problématique actuelle.